# 궐선
궐선(闕宣, ? ~ 193년)은 중국 후한 말의 반역자이다. 하비군에서 천자(天子)를 자칭했으나 토벌되었다.

## 행적
하비에서 도겸 등과 도적들을 모아 천자가 되려고 했으나(193년 음력 6월), 도겸에게 배신당해 살해당한다. 이후, 도겸은 궐선의 군사들을 거둬들였다.

## 참고 문헌
- 범엽, 《후한서》(5세기), 〈제9권 효헌제기(孝獻帝紀)〉 (漢文本)